# Підгорний (Бузулуцький район)
Підго́рний (рос. Подгорный) — селище у складі Бузулуцького району Оренбурзької області, Росія.

## Населення
Населення — 34 особи (2010; 55 у 2002).
Національний склад (станом на 2002 рік):
- росіяни — 93 %